# 披针叶茶梨
披针叶茶梨（学名：Anneslea fragrans var. lanceolata）为山茶科茶梨属下的一个变种。

## 扩展阅读
- 維基物種上的相關：披针叶茶梨